# Carne de chango
La carne de chango es un plato de carne ahumada y marinada en una salsa cítrica, típico del área de Los Tuxtlas, en el estado mexicano de Veracruz. A pesar de su nombre (en español mexicano, «chango» quiere decir «mono»), en la actualidad se elabora con carne de cerdo.
La carne, generalmente lomo de cerdo, se deja por unas horas marinar en jugo de limón y/o de naranja, sal, pimienta y a veces ajo y achiote. Mientras la carne se marina, se prepara una fogata donde posteriormente se va a ahumar. Para ello se usa madera verde (recién cortada) de guayabo o de naranjo. Se le agregan trozos de caña de azúcar o piloncillo a la leña para que humee más y se deja ahumar por unas horas hasta que la carne esté cocida. En otras recetas, a veces se fríe o se sala la carne.
El maridaje y el ahumado le aportan un típico color rojizo y un sabor único que, según los catemaqueños, recuerda a la original carne de chango. Originalmente, este plato se realizaba con carne de mono, que hoy en día está prohibida por estar en peligro de extinción. Cabe decir que en la cocina veracruzana no es infrecuente encontrar platos de carne de animales silvestres como el armadillo, la iguana, el jabalí, el tejón mexicano, el tepezcuintle, el tlacuache o el zorrillo, especialmente en las áreas rurales.

## Carne de mono
Antiguamente, esta receta se elaboraba con verdadera carne de simio. Sin embargo, hoy en día está prohibido su consumo, ya que la población de monos en las últimas décadas se ha reducido casi hasta su extinción, debido principalmente a la deforestación masiva de selvas y a la caza furtiva para la venta como mascotas. Para concienciar sobre este problema se celebra cada octubre en Catemaco el Festival «Changos y Monos, Tesoros de los Tuxtlas» desde 2013. 
De las tres especies de primates que existen en México, el mono aullador negro (Alouatta pigra), mono aullador pardo o saraguato (Alouatta palliata) y el mono araña (Ateles geoffroyi), no existe ningún estudio ni informe que exponga con claridad cuánta población queda ni cuánta ha desaparecido en las últimas décadas. Tampoco existe ningún plan para recuperar la población perdida de primates, ni tampoco medidas para aplicar de forma efectiva la prohibición, pues en los restaurantes sí que está abolida la práctica, pero se presupone que en los banquetes privados de la población autóctona todavía se podría estar sirviendo carne de chango real.
Luego además, en 1974 se trajeron desde Tailandia una especie de macaco (Macaca arctoides), por supuesto, no-nativa y potencialmente invasora, a una de las islas de la Laguna de Catemaco, hoy llamada Isla de los Monos, con el objetivo de usarlos para la experimentación de productos médicos en laboratorios. Estos macacos, al estar varias generaciones completamente aislados de otras poblaciones de su misma especie, tienen crías que nacen con malformaciones genéticas. Este desaste medioambiental se intentó fallidamente resolver en 2011, cuando se trató de sustituir a los macacos tailandeses por dieciséis monos araña nativos (dos machos y catorce hembras).